# Giacomo Leopardi

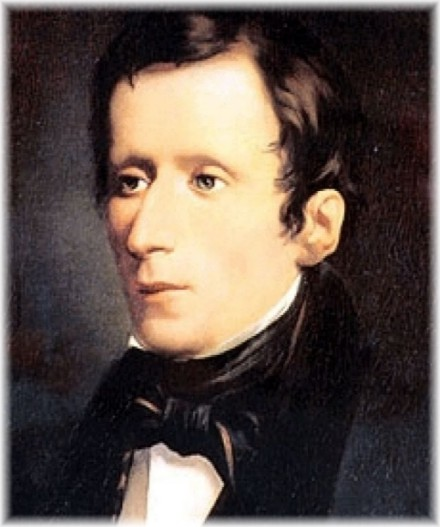
Giacomo Leopardi, als jonge man. Postuum portret door Domenico Monelli.

Giacomo Leopardi (Recanati, 29 juni 1798 - Napels, 14 juni 1837) was een Italiaanse dichter, schrijver, filoloog en filosoof. Zijn œuvre wordt gezien als een hoogtepunt in de Italiaanse literatuur.:95 Als dichter wordt hij vergeleken met Dante, Petrarca en Tasso.:95 Ook als prozaïst excelleert Leopardi, dankzij zijn levendige stijl en heldere betoogtrant kan hij op één lijn gesteld worden met literaire figuren als Boccaccio, Machiavelli en Manzoni.:95 De vele vertalingen van zijn werk staven de idee dat Leopardi niet alleen een van de meest vooraanstaande auteurs van Italië is, maar dat hij ook in de wereldliteratuur een unieke plaats inneemt.:96 J.C. Bloem omschreef hem als "een van de grootste lyrische dichters van alle landen en tijden."

## Leven
Leopardi, wiens volledige naam Graaf Giacomo Taldegardo Francesco di Sales Saverio Pietro Leopardi was, werd geboren in een erudiete, aristocratische familie in de regio Marche, destijds nog deel uitmakend van de Kerkelijke Staat. Zijn zeer autoritaire en conservatieve vader, Monaldo Leopardi, was zelf ook schrijver, zij het minder bekend. Giacomo groeide gelukkig op met zijn zeven broers en zussen, al zou hij het zowel intellectueel als geografisch perifere Recanati later als beklemmend ervaren. Al op jeugdige leeftijd ontwikkelde hij een grote belangstelling voor de Klassieken, maar ook voor astronomie, geschiedenis en moderne talen. In deze tijd vertaalde hij al stukken van Vergilius en Homerus en dichtte zeer succesvol in het Latijn. In 1817 zou hij Geltrude Cassi Lazzari ontmoeten, een nichtje van zijn vader, voor wie hij heimelijk een liefde koesterde. Enkele jaren later verliet hij het ouderlijk huis om te verblijven in verschillende steden van Italië. Zijn gezondheid liet het hierbij vaak afweten. Een oogziekte en een algeheel zwak gestel plaagden hem tot aan zijn dood. Hij woonde o.a. in Firenze. In september 1833 verliet Giacomo  Leopardi samen met zijn vriend Ranieri Firenze en reisde via Rome naar Napels, waar ze samen woonden. Leopardi profiteerde enerzijds van het voor zijn gezondheid gunstige klimaat, maar beschreef het land anderzijds als half barbaars en half Afrikaans wegens de sociale en culturele toestand.
Hij overleed in 1837 en werd begraven in de Sint Vitalis-kerk te Napels. Hier zouden grote inspanningen van zijn goede vriend Antonio Ranieri aan voorafgaan, omdat zijn stoffelijk overschot aanvankelijk in een publieke grafkuil zou worden gestort, in overeenstemming met het hygiënebeleid in verband met de heersende cholera. Later werd zijn zerk verplaatst naar het Parco Virgiliano bij Mergellina en tot nationaal monument verklaard.

## Werk en thematiek
Leopardi had uitgesproken opvattingen over literatuur en poëzie, die zich niet gemakkelijk laten invoegen in één bepaalde stroming. Hij meende dat de dichter het gevoelsleven moest uitdiepen en hierbij moest streven naar een melodieuze structuur. Centrale thema's zijn de oneindigheid, angst voor de dood en melancholie. Deze typische elementen uit de Romantiek contrasteren met zijn visie dat literatuur juist een moraliserende en opvoedkundige taak heeft. Belangrijke werken zijn de dichtbundel Canti (Liederen), Operette morali en Zibaldone (verzameling gedachten en essays). Internationale bekendheid verwierf zijn gedicht L'infinito (Het oneindige).

### Pensieri
Het boek van de Pensieri (Gedachten) is een verzameling van 111 kernachtige gedachten die zich scharen rond het centrale thema: de mens en zijn karakter. Dit werk moet niet verward worden met de Pensieri di varia filosofia e di bella letteratura, gezien dit de titel was van de eerste uitgave van de Zibaldone.:100-101 Op 2 maart 1837 schreef Leopardi aan zijn Zwitserse vriend Louis De Sinner dat hij plannen had om een nieuw boek te publiceren met daarin "gedachten over het karakter van de mensen en hun sociale gedrag".:97 De schrijver stierf in datzelfde jaar en het boek bleef onvoltooid.:97 Leopardi's huisgenoot en levensgezel Antonio Ranieri, die het ontstaan van dit werk van nabij had meegemaakt, verzorgde de postume uitgave ervan in 1845 met toestemming van de auteur.:97 Sindsdien wordt het boek samen met de Operette Morali en de Zibaldone als het hoogtepunt van Leopardi's prozaïsche geschriften beschouwd.:97
De Pensieri weerspiegelen Leopardi's allesbeheersende pessimistische levensvisie.:97 Hoewel het pessimisme dat zijn andere werken doordringt — zoals zijn alomgeprezen Canti — zich eerder existentieel en kosmisch doet gelden, neemt het hier sociale en culturele tinten aan; het richt zich op de mens en diens gedrag.:97 Dit werk kan men opvatten als een praktische, op de ervaring van alledag gerichte vertaling van de problematiek van de Canti.:97 Volgens Frans van Dooren komt de eigen persoon van Leopardi centraal te staan in de Canti: "zijn poëzie daar is een expressie van zijn individuele gevoelens, zijn diepe melancholie, zijn Weltschmerz [sic], meer emotioneel dus, dan rationeel gekleurd".:p.97 Terwijl in de Pensieri zijn het Leopardi's opvattingen over de ander, over de mens en over de maatschappij die de bladzijden sieren.:p.97 Het verstandelijke heerst hier over het gevoelsmatige.:97 De Canti zijn dan ook gedichten en de Pensieri gedachten.:97 De gedachten zijn directer, koeler, strijdlustiger en agressiever.:97 Het boek puilt uit van bijtende en harde formuleringen.:p.98 De slechtheid, kleinzieligheid, arrogantie, verwaandheid, pretentie en zelfgenoegzaamheid van de mens worden met niets ontziende scherpzinnigheid ontleedt en naar voren gebracht.:97 Zo schrijft hij in de gedachte XXXI: "De mensen zijn noodzakelijkerwijs slecht, maar ze hebben zich vast voorgenomen te denken dat ze het toevallig zijn.":34 Frans van Dooren schrijft het volgende over Leopardi's Pensieri: "[Zijn] bittere analyse van de mens [is] zó indringend — maar ondanks alles toch ook weer zó genuanceerd — dat de lezer of hij wil of niet door de intelligentie van het exposé wordt meegesleept en zichzelf of zijn omgeving voortdurend in de beweringen van de schrijver terugvindt.":98
Een frapant kenmerk van dit werk is de spitse psychologische dissectie van het menselijk karakter en de daaruit voortvloeiende motivatie voor het handelen.:98 Veel menselijke eigenschappen komen aan bod, waarbij vaak een antithetische dichotomie als structurele leidraad wordt aangenomen.:98 Zo worden de gedachten uiteengezet in tegengestelden: het goede tegenover het slechte, bedrog tegenover eerlijkheid, vrijpostigheid tegenover bescheidenheid, kortom deugdelijkheid tegenover wandeugdelijkheid.:98 Ook de eerder algemeen-maatschappelijke beschouwingen schikken zich naar dit principe van tweepoligheid.:98 jeugd en ouderdom, heden en verleden, haat en liefde, decadentie en welvarendheid, klassiek en modern, dood en leven, afgunst en bewondering, kind en volwassen, ziekte en gezondheid, eenzaamheid en gezelschap, enzovoort.:98 Hoewel Leopardi vaak met zwartgallige tong spreekt, zijn de Pensieri niet zonder humor.:98 Zo schrijft hij in gedachte LXIII: "De opvatting die de kunstenaar heeft van zijn kunst of de wetenschapper van zijn wetenschap is in het algemeen omgekeerd evenredig aan de opvatting die hij heeft van zijn eigen betekenis op dat gebied.":57
Het boek van de Pensieri vereist enige inspanning van de lezer.:99 De leesbaarheid wordt echter sterk vergroot door Leopardi's excellente manier van schrijven die weliswaar gecompliceerd is, maar tegelijkertijd kernachtig.:99 Zijn betoogtrant vertoont een zeer grote precisie, is ontdaan van elke trivialiteit of oppervlakkigheid en laat niets aan het toeval over, desondanks het feit dat het onderwerp een natuurlijke neiging tot generaliseren in zich draagt.:99 Leopardi slaagt erin elke gedachte over te brengen aan de hand van compacte causale verklaringen, nadere preciseringen en subtiele nuanceringen.:99 Zijn ingewikkelde zinsbouw kenmerkt zich door de vele corrigerende opmerkingen en restricties die de overtuigingskracht van het exposé eerder vergroten dan verkleinen.:99 Nietzsche omschrijft Leopardi als een van de “meesters van het proza" in De vrolijke wetenschap.:241:99
De Pensieri doen denken aan gelijkaardige gedachteverzamelingen die reeds bestonden en die Leopardi, volgens zijn aantekeningen in de Zibaldone, ook kende.:101 Enkele hiervan zijn: de Pensées van Pascal, de Karakters van Theophrastus, maar vooral de Ricordi van Francesco Giucciardini.:101 Niet alleen vertonen deze werken een vormelijke gelijkenis met Leopardi's Pensieri — het zijn allen ideeënverzamelingen — qua inhoud is er eveneens sprake van overlappingen.:101 Alle voorgenoemde werken nestelen zich in een pessimistisch mensbeeld.:101 Vooral de Ricordi vertoont een grote verwantschap met de Pensieri.:101 Met Leopardi's eigen woorden, gedachte LI: "Giucciardini is misschien de enige moderne geschiedschrijver die zowel de mensen goed heeft doorgrond als over de gebeurtenissen heeft gefilosofeerd uitgaande van de ervaring die hij met de menselijke natuur had opgedaan en niet op grond van een bepaald politiek weten los van de kennis van de mens, een weten dat meestal op hersenschimmen berust.":51 Volgens Frans van Dooren vertoont Leopardi ook "een sterke geestverwantschap" met Machiavelli.:101 Enkele frasen uit de Zibaldone zoals "Machiavellismo di società" en "Machiavellismo sociale" doen van Dooren zelfs denken aan een rechtstreekse beïnvloeding.:101 Verder zou men raakpunten kunnen herkennen tussen de Pensieri en andere werken zoals het Handorakel en kunst van de voorzichtigheid van Gracián, de Parerga en Paralipomena van Schopenhauer, Menselijk, al te menselijk van Nietzsche, de Maximen van La Rochefoucauld en de aforismen van zowel Lichtenberg als Chamfort.

### Operette Morali
De Operette Morali bestaat uit een twintigtal beschouwingen waarin Leopardi zijn filosofische denkbeelden uiteenzet, vertrekkend vanuit een persoonlijke, existentiële belevenis.:101-102 Velen, waaronder Benedetto Croce, zien dit werk als het "belangrijkste prozageschrift" van Leopardi.:101 Het kwam tot stand in 1824 en de auteur verzorgde er drie uitgaven van, respectievelijk in 1827, 1834 en 1835.:101 Om van Dooren nog eens aan het woord te laten: "Het werk is subliem van stijl en mist elke geaffecteerdheid; gedachten en verwoording vormen een perfecte eenheid; de toon is in hoge mate lyrisch, affectief, bewogen: een indrukwekkende expressie van Leopardi's Weltschmerz [sic], een chef d'œuvre van de Italiaanse Romantiek.":102 De Operette Morali hebben een sterk poëtisch karakter en kunnen hierdoor beschouwd worden als een "koppelteken" tussen de "soms wat bittere" analyses uit de Pensieri en de "melancholische" poésie pure uit de Canti.:102

### Zibaldone
Het Italiaanse zibaldone kent geen directe Nederlandse vertaling, maar het betekent iets in de trant van een notitie- of plakboek gevuld met een mengelmoes van samengeraapte herinneringen, overpeinzingen, aantekeningen, nieuws of schetsen. Leopardi's Zibaldone is dus een zeer veelzijdig intellectueel dagboek, waaraan de schrijver zijn aantekeningen toevertrouwde.:99 Het origineel beslaat niet minder dan 4526 dichtbeschreven bladzijden.:99 Het merendeel van de Pensieri valt rechtstreeks te herleiden tot de verspreidde aantekeningen uit de Zibaldone.:99 Leopardi begon ermee in 1817 en hield zijn notities bij gedurende 15 jaar tot in 1832.:99 Het resultaat is een werk van duizelingwekkende proporties dat de lezer een mooi beeld geeft van Leopardi's "ontzaglijke eruditie" en bovendien een goed inzicht verschaft in zijn geestelijke groei en ontwikkeling.:100 Verder is de inhoud van dit boek even variërend als dat het omvangrijk is: literaire kritiek, filologische aantekeningen, uittreksels van zowel klassieke als moderne auteurs, velerlei filosofische beschouwingen, psychologische observaties, autobiografische geschriften, nog onvoltooide fragmenten poëzie en proza, et cetera.:100 Omdat men via dit boek Leopardi grondig kan bestuderen valt de waarde van dit boek nauwelijks te overschatten.:100 Daarbij komt nog dat tal van notities die niet rechtstreeks betrekking hebben op de auteur zelf van een dusdanige originaliteit zijn, dat ze op zich ook de moeite zijn gelezen te worden.:100 Vooral zijn literaire en filologische aantekeningen over auteurs uit de klassieke oudheid en vervolgens de namens Frans van Dooren "zeer boeiende" notities over zijn poëtica.:100

## Canti

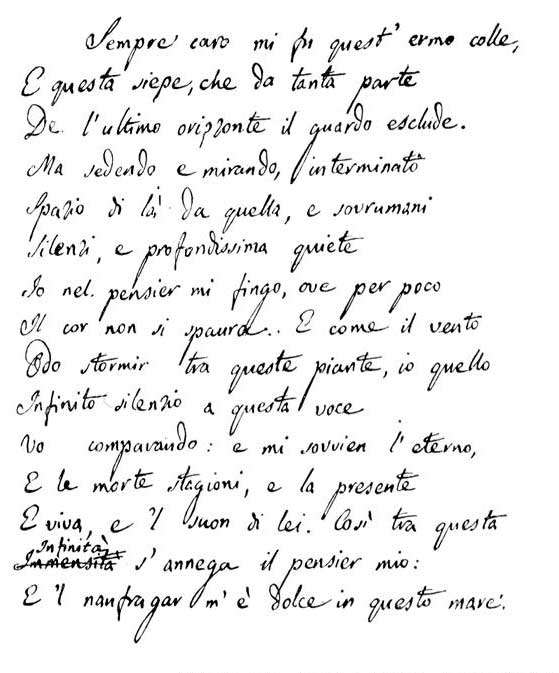
Het tweede manuscript van Leopardi's gedicht L'infinito ("De oneindigheid").

De Canti ("Liederen", soms ook als "Zangen" vertaald) zijn een alomgeprezen dichtbundel die niet alleen bekendstaan als een van de grootste prestaties uit de Italiaanse literatuur, maar ook als een van de meest invloedrijke werken uit de 19e eeuw.:xiii De dichtbundel bevat idyllen, canzoni, elegieën, odes, openbare gedichten, epistels, sentimentele "novellen", bijtende satires alsook vertalingen en imitaties.:xiv Zoals Leopardi zelf aangaf was zijn boek een "reliekschrijn" waarin hij "deponeerde" wat hij had gedacht en gevoeld.:xiv Het was zijn versie van Petrarca's Canzoniere waarin hij vorm gaf aan zijn diepste overtuigingen en preoccuapties en waar zijn ideeën uitmondden in concrete kunst.:xiv Het boekje, waarvan "de geringe omvang omgekeerd evenredig is aan de enorme artistieke waarde ervan",:102 beslaat slechts 41 composities: 36 gedichten en 5 zogenaamde "fragmenten".:102 Leopardi wordt gezien als "Italiës eerste moderne dichter" en zijn poëzie bleek zeer invloedrijk voor de latere stromingen in de poëzie. Frans van Dooren omschrijft de verzen als volgt: "muzikaal en welluidend zonder retorisch te worden; zijn manier van dichten is meer een bescheiden praten dan een pathetisch verkondigen; zijn sentimentaliteit [lees: gevoelsmotief] is eerlijk en komt recht uit het hart; zijn uitdrukkingswijze wordt gekenmerkt door een intense zuiverheid en eenvoud.":103 Leopardi wordt weleens de grootste lyrische dichter aller tijden genoemd.:103

### Totstandkoming
Leopardi's eerste, adolescente geschriften behoren tot de klassieke filologie, wetenschappelijk onderzoek en religieuze werken.:xv Het is pas rond zijn twintigste levensjaar dat hij zich aan verscheidene originele werken waagde, nadat hij zijn literaire roeping gevonden had door het vertalen en imiteren van Horatius en andere Latijnse auteurs, en daarna vooral de klassieke Oudgriekse auteurs.:xv-xvi Zijn sociale ideeën kwamen tot uiting in vermanende canzoni, openbare gedichten waarin hij zijn landgenoten aanspoorde om de vergeten eminentie van hun cultuur terug op te eisen en zich te bevrijden van de politieke onderdrukking van de post-Napoleontische restauratie.:xvi Dit maakte Leopardi een voorvader van de Risorgimento en andere nationale bevrijdingsbewegingen in de 19e eeuw.:xvi Tegelijkertijd schreef hij in de Zibaldone een overvloed aan diepzinnige en originele beschouwingen over zijn brede en diepgaande studies in alle takken van de kennis, die ongelezen zouden blijven tot ze uiteindelijk helemaal aan het eind van de eeuw werden gepubliceerd.:xvi En, min of meer gelijktijdig, schreef hij in de gedichten die hij zijn idylles noemde, over zijn eigen angst in een "geheel directe en nieuwe poëzie, die de basis zou worden van zijn blijvende internationale reputatie".:xvi

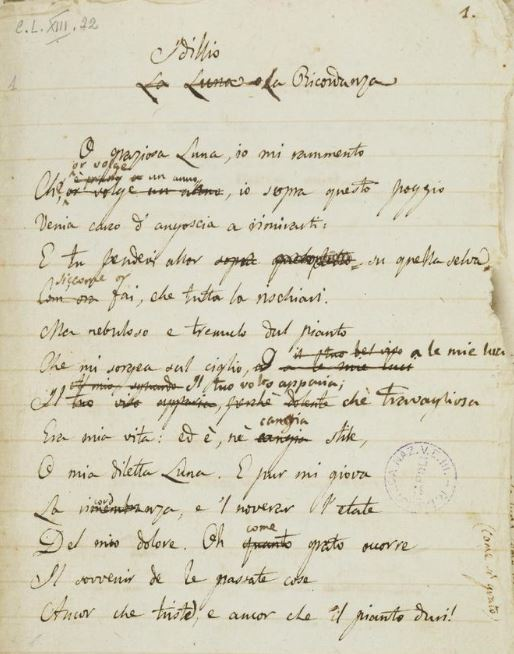
Het manuscript van Leopardi's Alla Luna. Wellicht zijn eerste idylle; geschreven toen de dichter eenentwintig was.

De gedichten uit de Canti strekken zich uit over verschillende perioden.:xviii In de vroege, "extravagante", radicale canzoni (1817-1823) verkent Leopardi politieke, historische en filosofische onderwerpen, waarbij hij met "grote virtuositeit, souplesse en bondigheid" gebruik maakt van de gangbare retoriek van de openbare poëzie.:xviii In deze periode experimenteert hij ook met de creatie van poëtische persona's.:xviii-xix Bijvoorbeeld in de canzona "All’Italia" imiteert de jonge Leopardi de Griekse lierdichter Simonides waarbij dit "karakter" fungeert als de publieke stem van het opkomende Italië.:xix Verder, in de "Ultimo canto di Saffo", beeldt hij de "onbeminde geliefde" uit, de onaantrekkelijke, ongewilde zanger van menselijke smart welke zijn ander hoofdpersona zal worden.:xix
Van meet af aan is Leopardi "formeel revolutionair" waarbij hij geleidelijk de regels van zijn genre herziet en versoepelt.:xix De vroege Hellenistisch-pastorale idyllen en elegieën van 1819 tot 1825 vertonen proto-moderne eigenschappen, waarbij de dichter een verweesd en ontheemd personage oproept dat niet past bij zijn inheemse milieu, als in een soort vervreemdende pastorale wereld.:xix
De Pisa-Recanati periode (1828-1830) kenmerkt zich door een volwassen terugkeer naar de lyrische impuls van de vroege idyllen, maar nu geeft de dichter er een "somberdere, meer wanhopige en herinnering-geobsedeerde" toon aan.:xix In latere meestwerken als "A Silvia" en "Canto notturno" vervaardigd Leopardi zich de canzona tot instrument dat hem geheel eigen is waarin een spaarzaam gebruik van rijm tot een "overweldigend krachtig effect" leidt.:xix In deze periode copmponeerde hij ook zijn odes.:xix Deze werden gecomponeerd na een lange onderbreking waarin Leopardi zich gebezigd heeft met het schrijven van de satirische dialogen die later de Operette Morali zouden worden genoemd.:xix
In de Florence-Bologna periode tussen 1831 en 1835, waarin de dichter een hartstochtelijke, maar vergeefse poging ondernam een liefdesrelatie te vinden, schommelen zijn gedichten tussen een bijna "abstract, idiosyncratisch Platonisme van sobere schoonheid" en een "romaneske sentimentaliteit" (met name "Consalvo") die, populair was in zijn dagen, maar volgens Galassi allicht "ergernis" zou opwekken bij een hedendaags publiek.:xix-xx In zijn latere jaren, nadat hij zich uit de publieke maatschappij had teruggetrokken en zijn verlangens naar liefde had opgegeven, richtte Leopardi's poëzie zich voornamelijk op politieke satire (zoals in "Paralipomeni della Batracomiomachia") en sociale kritiek (zoals in "Palinodia").:xx In de laatste grote Napolitaanse gedichten van 1836, geschreven onder het juk van een aftakelende gezondheid, geeft de grote dichter een berustend beeld van het menselijk leven zonder illusies, van boven- en veraf beschouwd, bij maanlicht.:xx Hieronder vallen "La ginestra" — die velen zien als het "grote gedicht van de Italiaanse nationale identiteit" — en "Il tramonto della luna".:xx

De titel van het boek veranderde mettertijd; zo droeg het werk de volgende titels: de Canzoni in 1824, de Versi in 1826 en tot slot de Canti van de edities in 1831 en 1835.:xiv De definitieve editie dateert van 1845, 8 jaar na de dood van Leopardi.:102 In een brief (1824) aan zijn neef Giuseppe Melchiorre zet Leopardi zijn werkwijze uiteen::103-104
Ik heb in mijn leven maar een paar korte gedichten geschreven. Bij het schrijven ervan heb ik me altijd uitsluitend laten leiden door een plotselinge inspiratie (of frenesie). En wanneer die over me kwam, gaf ik binnen enkele minuten vorm aan de opzet en de indeling van het gedicht. Daarna pleeg ik altijd te wachten tot er weer zo’n moment komt. En als dat het geval is (gewoonlijk gebeurt dat pas na enkele maanden), dán begin ik pas te schrijven, maar zo langzaam dat ik onmogelijk een gedicht, hoe kort ook, in minder dan twee of drie weken klaar kan krijgen. Dit is mijn methode, en als de inspiratie niet spontaan in me opwelt, zou er eerder water uit een boomstronk kunnen komen dan één enkele versregel uit mijn hersenen.
 Leopardi bleef zijn poëzie voortdurend bijschaven, een heel leven lang, waarbij hij zijn stijl en thematiek onderwierp aan continu evoluerende experimenten en zijn gedichten haast obsessief herwerkte en herorganiseerde.:xiii Een voorbeeld van Leopardi's obsessieve arbeidsdrang vinden we in de verschillende versies van de hymne "Ai Patriarchi" waarin, alvorens de verbinding "pallida cura" te kiezen, de dichter in de plaats van "pallida" de volgende woorden geprobeerd heeft: "torbida; rabida; squallida; livida; ruvida; ferrea; scarna; barbara; rugida; putrida; macera; gelida; spietata en torba".:104 Sterker nog, in diezelfde hymne werden "in totaal zo'n 1200 varianten beproefd en weer verworpen voordat de hymne zijn definitieve vorm bereikte.":104
Leopardi zag zichzelf als "een schrijver die nooit iets afmaakte.":xxiii In juni 1836 schreef hij aan een zekere Charles Lebreton het volgende over een uitgave van zijn verzameld werk: "Ondanks de prachtige titel Opere die mijn uitgever aan zijn verzameling meende te moeten geven, heb ik nooit werken gemaakt, ik heb slechts enkele pogingen ondernomen, altijd denkend aan een begin, maar mijn carrière is er niet op vooruit gegaan.":382 Dit weerklinkt als de door hem vaak geciteerde woorden van Madame de Staël "dans la vie il n'y a que commencements" ("in het leven is er slechts aanvang").:382 Leopardi's aantekeningen staan vol schetsen en studies, vaak sterk gearticuleerd, in functie van verhandelingen, opera's, lofdichten.:xxiii

Wat Leopardi hoopte te bereiken met zijn poëzie vinden we terug in zijn aantekeningen in de Zibaldone van 15 februari 1828::380:Z 4302
Een van de belangrijkste vruchten die ik mijzelf voorstel en die ik hoop van mijn verzen, is dat ze mijn oude dag verwarmen met de warmte van mijn jeugd; om ze op die leeftijd te proeven, en een restant van mijn vroegere gevoelens te voelen, daarin geplaatst, om het te bewaren en het een duur te geven, bijna als een depot; om mijzelf te ontroeren door ze te herlezen, zoals mij vaak overkomt, en meer dan bij het lezen van andermans gedichten. Naast de herinnering, het nadenken over wat ik was, en het vergelijken met mijzelf; en uiteindelijk het genoegen dat men voelt in het proeven en waarderen van eigen werken, en het beschouwen van zichzelf, er behagen in scheppen, de schoonheden en kwaliteiten van het eigen kind, met geen andere voldoening dan die van een mooi ding gemaakt te hebben in de wereld; of het nu als zodanig door anderen erkend wordt of niet.

### Thema's van deCanti
Arthur Schopenhauer omschrijft kort Leopardi's thema  in zijn magnum opus De Wereld als Wil en Voorstelling onder het hoofdstuk "Over de nietigheid en het lijden van het leven": 
Maar niemand heeft dit onderwerp zo grondig en uitputtend behandeld als, in onze tijd, Leopardi. Hij is er geheel van vervuld en doordrongen: zijn enige thema is de hoon en de ellende van ons aardse bestaan, en hij behandelt het op elke bladzijde van zijn werken, maar dan wel in zulke uiteenlopende vormen en wendingen, met zulk een rijkdom aan beelden, dat hij ons nooit gaat tegenstaan, maar juist onderhoudend en stimulerend werkt.
Ook van Dooren herkent in de Canti de "sombere en droefgeestige kijk op het bestaan", alsook een "uitdrukking van Leopardi's melancholie en pessimisme: een zeer geprononceerd pessimisme, maar zeker geen nihilisme zoals men hier en daar kan lezen.":102 In Leopardi's poëtica zijn twee centrale "mythen", zoals van Dooren ze noemt, die Leopardi's poëzie doordringen: enerzijds de "memoria" ("herinnering") en anderzijds de "speranza" ("hoop").:104-5 Volgens van Dooren is Leopardi "overtuigd van de absolute zinloosheid van het bestaan ('l'infinita vanità del tutto'): heel het leven, heel de wereld, alles is voor hem leeg, nietig en uitzichtloos. Geluk bestaat niet en datgene wat de mens als zodanig aanduidt is zinsbegoocheling, een waandenkbeeld, een illusie. Het heden is altijd vol verdriet, ongeluk en zorgen.":105 De enige manier voor de mens om hieraan (tijdelijk) te ontsnappen is via de twee "mythen"; via "memoria", door terug te keren naar het verleden, de werkelijkheid te ontvluchten via onze herinneringen, of via "speranza", door vooruit te blikken naar de toekomst, aan het heden te ontsnappen via een toekomstbeeld.:105 Leopardi wordt "volledig beheerst en tot diepe wanhoop gebracht":105 door de essentiële levensvragen: wat is leven? waartoe dient het? hoe valt het lijden te verklaren? wat is de mens zijn bestemming na de dood? wat betekent liefde? waar blijft het geluk van de jeugd? … Op geen van deze vragen krijgt hij echter antwoord. En, zegt van Dooren, dit leidt bij Leopardi tot een "wanhopig pessimisme, een trieste beleving van zijn bestaan, een somber besef van zijn eigen nietigheid, tot die uitzichtloze Weltschmerz [sic] die aan vrijwel al zijn gedichten ten grondslag ligt.":105

 
Jonathan Galassi bespreekt kort de thema's van de Canti als volgt::xviii
Ons natuurlijke ongeluk, waar niets aan te doen is, is het onderwerp en de stof van zijn meest persoonlijke lyriek, een  gedistilleerde kijk op het leven geconditioneerd door de Griekse filosofie en bevestigd door een persoonlijk ervaren alomtegenwoordige pijn, slechts gecompenseerd door de macht van illusies om het een tijdlang voor ons te verbergen. Leopardi's uiteindelijke gemoedsgesteldheid is dus ontluisterend en, op zijn donkerst, volkomen hopeloos. Het traject van zijn bekendste idylle, 'L'infinito', naar het spiegelbeeld ervan, 'A se stesso', is het traject van een verbijsterd aanschouwen van de mysterieuze 'zee van het zijn' — wat een amoureus verlangen opwekt om zich te verliezen in het bestaan — naar een walgende resignatie en terugtrekking uit het leven. Het gaat, zou je kunnen zeggen, van een overweldigende drang om te versmelten met een overvolle 'immensiteit' tot een bitter afscheid van de leegte van 'alles' — het een, als in een Möbius-strip, het omgekeerde van het ander. En het maakt hem, ondanks zichzelf, tot een van de belangrijkste figuren van de Europese romantiek.
Naast de "hoon en ellende van ons aardse bestaan" die de Canti zwart verven bezingt Leopardi ook — en haast onophoudelijk — de maan. Veel grootse momenten in zijn poëzie vinden plaats "onder het vaandel van de maan".:xx "Ongegeneerde, obsessieve herhalingen van thematiek, beeldspraak en stijlfiguren zijn kenmerkend voor zijn werk, alsof hij steeds weer zegt: 'Dit is waar het om gaat; dit is waar ik het over heb — en blijf hebben.' ":xx Daarbij zijn de personages uit de Canti in grove lijnen geen individuen, maar uitbeeldingen van "existentiële categorieën", uitgezonderd de dichter zijn persona's.:xx Galassi citeert Iris Origo, zijn biograaf, die schrijft dat "de vrouwen in Leopardi's poëzie eigenlijk slechts voertuigen zijn voor zijn eigen emoties.":xx De maan is de dichter "'s meest constante gesprekspartner in zijn lyrische gedichten", met als uitzondering enkele reeds vergane figuren zoals Virginia, Silvia of Nerina "met wie hij kalm kan converseren, hoewel vooral hij, of zijn vervanger de dwalende herder, het woord heeft.:xx In "Bruto minore", "Alla luna", "La vita solitaria" en de "Canto notturno" wordt de maan rechtstreeks aangesproken.:xx In 14 van de 41 Canti speelt het gedicht zich af onder het maanlicht.:xx-xxi Maanlicht is, dus, de poëtische denkwijze aan welke Leopardi de voorkeur geeft; "een voorstelling van de koele, afzijdige contempaltie die zijn meest serene poëzie bereikt en waarin de dichter wellicht het meest en volledig zichzelf is".:xxi In de tegengestelde denkwijze, gekenmerkt door de zwoelte van de middag, "staat het leven stil en, zoals in 'L'infinito' en 'Le ricordanze', lijdt het zelf [het ik, het ego] schipbreuk, vrijwel overrompeld door tegenstrijdige krachten. Onder de maan daarentegen is het 'krachtige vuur' van de dag voorbij, de ondraaglijke druk van het bestaan is ontspannen, en het half-licht laat een zekere onbepaaldheid en openheid voor illusie toe.:xxi "Maanlicht is het halve leven, het rijk van de herinnering, van de nasleep, een stille, doodsangstige eeuwigheid.":xxi Harold Bloom noemt de maan "een trope van mannelijke zelfverloochening" voor Leopardi, evenals voor Keats en D.H. Lawrence.:xx

### Vormen van deCanti
De structuur van de Canti is complex en de dichtbundel leest als een "compendium van ongelijksoortige ondernemingen".:xiv Het is hierbij belangrijk te begrijpen dat de verschillende modi operandi van Leopardi's dichtkunst, de lyrische, didactische, bucolische, historische, metaforische en argumentatieve poëzie voortvloeien uit dezelfde beschouwing en telkens dezelfde geest op verscheidene manieren uitdrukt.:xvii Zelfs Leopardi's meest uitgesproken politieke vermaningen zijn doorspekt met klassiek geïnspireerde vergelijkingen en lyrische intermezzo's die zijn ideeën poëtisch illustreren; terwijl de gedichten die we lezen als zuivere liedteksten evenzeer moeten worden gezien als belichamingen van zijn ideeën, waarbij de didactiek grotendeels, zij het niet geheel, wordt onderdrukt.:xvii
Onder de Canti bevinden zich de "eerste, waarlijke moderne lyrische gedichten"; ze worden dan ook beschouwd als de bronader van waaruit de latere Europese poëtische traditie zou voortvloeien.:xiii Al wat de komende twee eeuwen in de Westerse lyrische poëzie zal verschijnen is reeds aanwezig in de vroege poëzie van Leopardi; een nieuw, zelfbewuste existentiële vervreemding, een constant aanwezige smart en de vertroosting van de kracht van herinneringen — allemaal voor de geest gehaald met onbemiddelde directheid en een beklijvende, expressieve schoonheid.:xvii Qua toon en stijl kan Leopardi als voorloper beschouwd worden van bepaalde Engelse modernistische dichters (zie eerste paragraaf onder Analyse van "L'infinito").:xxii
Leopardi gaf de Italiaanse dichtkunst geleidelijk aan een "nieuwe en radicale vrijheid door de rigide, formele canzona samen te voegen met de niet-rijmende endecasillabo" (versregel die elf lettergrepen telt) om een poëtisch instrument te produceren dat als dezelfde onpersoonlijke autoriteit fungeerde als het koor in de Griekse tragedie. Zo schrijft hij in de Zibaldone (Z 2804-2809)::381-82:Z 2804-2809

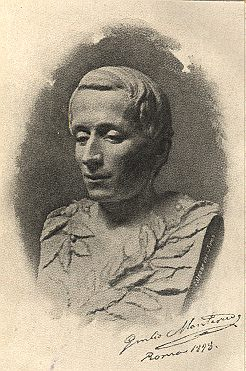
Buste van Giacomo Leopardi door Giulio Monteverde.

Ik beschouw [het gebruik van het koor in het antieke drama] als onderdeel van dat vage, onbepaalde dat de voornaamste oorzaak is van de charme van de antieke poëzie en de bellettrie … Uitspraken over rechtvaardigheid, deugd, heldendom en medelijden, over de liefde voor het vaderland, werden in antieke drama's uitgesproken door de mond van het koor, dat wil zeggen door een onbepaalde en vaak naamloze, menigte ... Ze werden uitgedrukt in lyrische verzen, die werden gezongen, en begeleid door muziekinstrumenten. Welke andere indruk zouden al deze omstandigheden anders kunnen maken dan een indruk van het vage en onbepaalde, en daarom volkomen groots, volkomen mooi, volkomen poëtisch? Deze stelregels werden niet in de mond gelegd van een individu, om te worden voorgedragen op een gewone en natuurlijke toon ... De hele natie, het nageslacht, verscheen op het toneel. Zij sprak niet zoals elk van de stervelingen die de handeling vertegenwoordigden: zij uitte zich in lyrische verzen, vol poëzie. De klank van haar stem was niet die van menselijke individuen: het was een muziek, een harmonie ... Dit was bijna hetzelfde als het verenigen van de echte wereld en de ideale en morele wereld ... op het toneel.
Critici zoals John Heath-Stubbs — die Leopardi's classicisme vergelijkt met die van Hölderlin — en D.S. Carne-Ross beweren dat Leopardi's werk "in geest en vorm het dichtst aansluit bij de klassieke Griekse poëzie".:xxii

### Interpretatie
Frans van Dooren interpreteert de Canti vooral als een subjectieve en persoonlijke expressie van de dichter: "De Canti vinden stuk voor stuk hun oorsprong in persoonlijke ervaringen, gemoedsstemmingen, dromen en gedachten van de dichter. Ze kenmerken zich door een uiterst subjectieve, emotionele en gevoelige manier van dichten, kortom: het is lyriek in optima forma.":102 Daartegenover valt de literaire criticus en academicus Ugo Dotti te plaatsen die vindt dat we de Canti niet louter als subjectieve evocaties van persoonlijk leed en verdriet mogen opvatten, want de dichter "had niet alleen gevoelens te bezingen, maar ook dingen te vertellen"; de Canti poneren en verklaren, ze belichamen Leopardi's opvattingen en beschouwingen over het menselijk bestaan.:xiii Voor Jonathan Galassi zijn de verzen, ondanks hun grote schoonheid, ondanks hun toewijding aan het vaghezza ("het vage") en aan de gratie en het mysterie van de onbepaaldheid, "kristallisaties in poëtische vorm van Leopardi's denken".:xiv De Canti moeten dan ook gezien worden als "belichamingen van zijn ideeën.":xvii Galassi beschouwt ze als toonbeelden van wat Heidegger pensiero poetante of "dichterlijk denken" noemt.:xiv Ook Nietzsche zag in Leopardi een "dichter die denkt".:380 William Arrowsmith bespreekt in de introductie tot de Unmodern Observations Nietzsches overtuiging dat "om zichzelf te vervullen kunst en filosofie moeten samensmelten in een krachtig verenigde visie. Zo kon Nietzsche spreken over de poëzie van Heraclitus en Empedocles als filosofie en acte en ... prees hij Pindaros en Leopardi als 'dichters die denken'."

### "L'infinito"
L'infinito

Sempre caro mi fu quest’ermo colle,

E questa siepe, che da tanta parte

Dell’ultimo orizzonte il guardo esclude.

Ma sedendo e mirando, interminati

Spazi di là da quella, e sovrumani

Silenzi, e profondissima quiete

Io nel pensier mi fingo; ove per poco

Il cor non si spaura. E come il vento

Odo stormir tra queste piante, io quello

Infinito silenzio a questa voce

Vo comparando: e mi sovvien l’eterno,

E le morte stagioni, e la presente

E viva, e il suon di lei. Così tra questa

Immensità s’annega il pensier mio:

E il naufragar m’è dolce in questo mare.
De oneindigheid

Steeds was mij deze eenzame heuvel lief

en deze heg, die aan zoveel zijden

de verre horizon aan ’t oog onttrekt.

Telkens als ik hier zit, stel ik me erachter

onmetelijke ruimten voor, en stilten

die ’t menselijk begrip te boven gaan,

en peilloos diepe rust; waarbij ik soms

bijna verstijf van angst. En als ik dan

de wind door deze takken heen hoor waaien,

dan vergelijk ik die immense stilte

met dit geruis: ik denk aan de eeuwigheid,

aan de afgestorven jaren, en aan dit

dat leeft, en aan ’t geluid ervan. En zo

verdrinkt mijn geest in eindeloze diepten,

en zoet is ’t mij in deze zee te zinken.

(vertaling Frans van Dooren)

#### Analyse van "L'infinito"

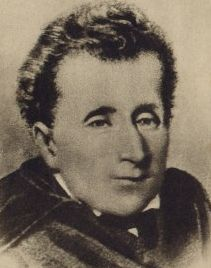
Fotoportret van Giacomo Leopardi.

Leopardi's bekendste idylle werd vermoedelijk geschreven in Recanati, ergens tussen de lente en herfst van 1819.:419 Een idylle is een uitgebreide lyrische tekst met een bucolische, pastorale setting, die zijn oorsprong vindt in de oudheid, oorspronkelijk werden idylles begeleid door een fluit.:419 De eerste sporen van de idylle zijn terug te vinden in Homeros, maar de eerste complete idyllen zijn die van Theocritus, die de jonge Leopardi tevens sterk beviel.:419 Deze dichtvorm kent een lange geschiedenis, de idylle werd overgenomen en geïmiteerd door Romeinse dichters zoals Vergilius (zie de Eclogae soms ook onder de titel Bucolica) en later door dichters uit de Renaissance zoals Dante (Eclogae), Jacopo Sannazaro (Arcadia), Tasso (Aminta), enzovoort.:419 Leopardi gebruikte de dichtvorm echter om de "simpliciteit en de directheid van Griekse lyriek" te verwerven.:419 Hiermee liep hij voor op dichters als Ezra Pound en Hilda Doolittle die hetzelfde trachtten te bereiken, in deze zin kunnen Leopardi's idyllen gezien worden als de eerste moderne gedichten in het Italiaans.:419
Volgens de schrijver Mario Andrea Rigoni is de structuur van deze idylle "helder en gemakkelijk te definiëren".:420 Rigoni bespreekt een visuele en een auditieve gewaarwording; de visuele gewaarwording vinden we terug in de verzen: 'de heg, die aan zoveel zijden / de verre horizon aan ’t oog onttrekt' en dit "wekt de verbeelding op van ruimtelijke oneindigheid en haar 'peilloos diepe rust' "; terwijl een daaropvolgende auditieve gewaarwording: 'En als ik dan / de wind door deze takken heen hoor waaien', vergeleken met de 'stilten die ’t menselijk begrip te boven gaan', wekt de verbeelding op van "temporele oneindigheid".:420 Deze temporele oneindigheid zien we ook terug in het contrast tussen 'de afgestorven jaren, en aan dit / dat leeft, en aan ’t geluid ervan'.:420 In deze tweeledige, oceanische immensiteit van de ruimtelijke en temporele oneindigheid is het namens het gedicht 'zoet te zinken'.:420 "Hier is echter geen sprake van een overgave aan een theologische oneindigheid", zegt Rigoni, "noch aan een sacrale belevenis".:420 Er zijn talrijke aantekeningen in de Zibaldone, zich strekkend over een verloop van 1820 tot 1827, die getuigen van Leopardi's polemiek tegen "elke metafysische interpretatie", waarvan de meest belangrijke — ook al kwam die na de datum waarop de idylle gecomponeerd werd — ontkent dat oneindigheid bestaat voor zover het in strijd is met het principium individuationis, dat elke vorm van bestaan beheerst.:420 Al wat bestaat is noodzakelijkerwijs een individuele entiteit, gekenmerkt en onderscheiden door een omtrek en een afbakening, d.w.z. eindig.:420 Een oneindig individu of een individuele oneindigheid is een filosofische absurditeit, een contradictio in terminis: zonder afbakening verdwijnt alles in de absolute Onbepaaldheid, in het niets, wat het enige is dat oneindig blijkt te zijn.":420 In de Zibaldone op 2 mei 1826 schrijft Leopardi hierover het volgende: "Het lijkt erop dat alleen wat niet bestaat, de negatie van het zijn, het niets, zonder grenzen kan zijn, en dat het oneindige in wezen hetzelfde wordt als niets. Het lijkt er vooral op dat de individualiteit van het bestaan van nature een of andere beperking inhoudt, zodanig dat het oneindige geen individualiteit toelaat en deze twee begrippen met elkaar in tegenspraak zijn; daarom kan men geen individuele entiteit veronderstellen die geen grenzen heeft.":Z 1478 Rigoni: "Maar in een latere verduidelijking zal Leopardi deze "hypostatisering" van het oneindige zelf als niets verwerpen, door het een louter mentaal en linguïstisch bestaan toe te kennen (cfr. Zibaldone 4181-82, 4 juni 1826).:421 Het oneindige wordt gereduceerd tot de verbeelding van wat niet gezien wordt of van de niettemin zeer reële grenzen waarvan men niets weet, d.w.z. het onbepaalde, een sleutelbegrip in zijn theorie van het genot en in Leopardi's poëtica.":420 Zibaldone 472, 4 januari 1821: "Niet alleen het cognitieve vermogen, of dat van de liefde, maar ook het verbeeldingsvermogen is niet in staat tot het oneindige, of tot het oneindige weten, maar alleen tot het onbepaalde, en tot het onbepaald bedenken. Iets verrukt ons omdat de ziel, die haar grenzen niet ziet, de indruk krijgt van een soort oneindigheid, en het onbepaalde verwart met het oneindige…":Z 472
Franco D'Intino, in Metafisica della rilettura (Leopardi e Coleridge) (1999), schrijft het volgende over "L'infinito": "Leopardi's poëtica van het onbepaalde komt in feite juist voort uit de verwerping van het geziene (dat zich beperkt tot de erkenning van het reële) en uit die verbreding van de horizon, voorbij de grenzen van het zichtbare waarover Coleridge spreekt.":421 De "romantische locus" bij uitstek van Leopardi's poëtica is die waarin "op de plaats van het zicht de verbeelding aan het werk gaat en het fantastische haar plaats inneemt. De ziel verbeeldt zich wat ze niet ziet, wat die boom, die heg, die toren, voor haar verbergt, en gaat dwalen in een denkbeeldige ruimte, en bedenkt voor zichzelf dingen die ze niet zou kunnen als haar zicht zich overal zou uitstrekken, omdat het reële het denkbeeldige zou uitsluiten.'":Z 171

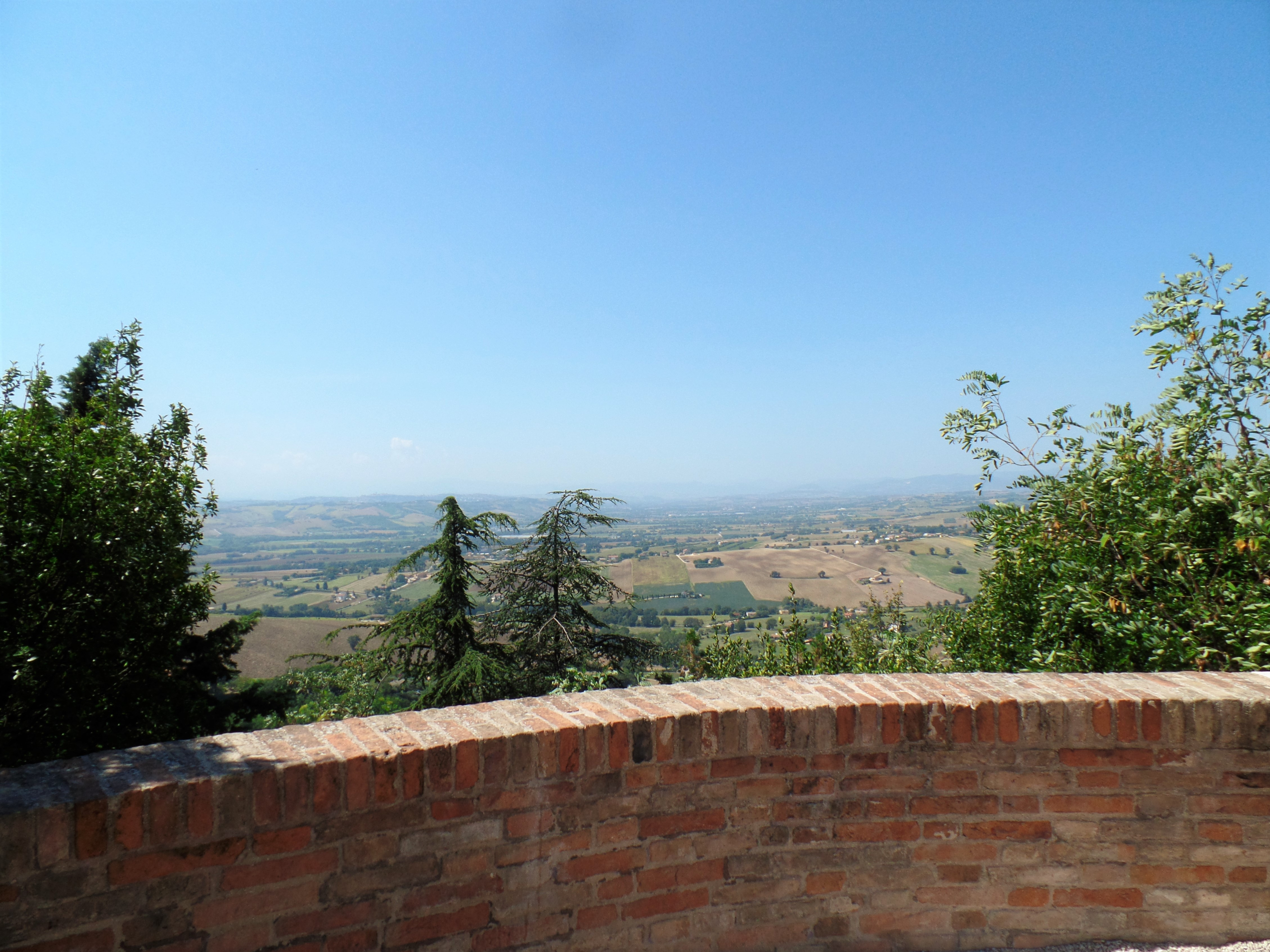
Uitzicht vanop de "eenzame heuvel" in Recanati, zoals omschreven in het bekende gedicht L'infinito.

Volgens Giuseppe Ungaretti (1950) is het gedicht "een idylle die zowel qua toon als qua titel ironisch is. De idylle van oneindigheid is in feite een voorstelling van het eindige.":421 Daarentegen haalt Rigoni aan dat "In de onmiddellijkheid van de psychologische ervaring en de poëtische uitdrukking hiervan is het natuurlijk dat de illusie van het verlies van grenzen als werkelijkheid wordt beleefd en dus de kenmerken vertoont die eigen zijn aan extase, met de onvermijdelijke vermenging van angst en genot: dit alleen bepaalt uiteindelijk de betekenis van het gedicht, evenals de diepe emotie die het in de ziel van de lezer teweegbrengt.":421-22
"Ermo colle" ("de eenzame heuvel") verwijst naar Monte Tabor, niet ver voorbij de Porta di Monte Morello van Recanati, in de buurt van Palazzo Leopardi. De uitdrukking is ontleend aan klassieke Italiaanse schrijvers als Galeazzo di Tarsia.:422 Nicola Gardini ziet in de eerste regel van het gedicht een afgeleide van Leopardi's vertaling van de idyllen van Moschos (Oudgrieks dichter) en van Theocritus en brengt de "colle" in verband met de heuvel van Antela in "All'Italia"; hij noemt "L'infinito" "een moderne versie van de pastorale … die, door tijdelijke opschorting en utopische ontwijking, het individu redt van wanhoop, en een soort gratie verleent voor historisch verval.":422
- Bibsys: 90148162
- Biblioteca Nacional de España: XX971950
- Bibliothèque nationale de France: cb119125018 (data)
- Catàleg d'autoritats de noms i títols de Catalunya: 981058510284206706
- CiNii: DA02920768
- Digitale Bibliotheek voor de Nederlandse Letteren: leop002
- Gemeinsame Normdatei: 118571834
- International Standard Name Identifier: 0000 0001 2120 8191
- Library of Congress Control Number: n79084166
- Nationale Bibliotheek van Letland: 000008587
- MusicBrainz: fe3ca626-d351-4c1f-8a3a-9f210fbc9a70
- Bibliotheek van het Japanse parlement: 00532763
- Nationale Bibliotheek van Tsjechië: jn20000603724
- Nationale bibliotheek van Australië: 35300617
- Nationale Bibliotheek van Israël: 987007306832305171
- Nationale Bibliotheek van Polen: a0000001180526
- Nationale en Universitaire bibliotheek Zagreb: 000001661
- Nederlandse Thesaurus van Auteursnamen: 068390882
- Istituto Centrale per il Catalogo Unico: CFIV002049
- LIBRIS: 70897
- SNAC: w6np4q8d
- Système universitaire de documentation: 027328384
- Trove: 903314
- Virtual International Authority File: 12311353
- WorldCat: E39PBJtRQJvgChyFy4tK7t8cT3